# Lijst van nummer 1-hits in Duitsland in 1960
Deze hits stonden in 1960 op nummer 1 in de Der Musikmarkt, de bekendste hitlijst in Duitsland.
| Datum        | Artiest           | Titel                                           |
| ------------ | ----------------- | ----------------------------------------------- |
| 2 januari    | Rocco Granata     | Marina                                          |
| 9 januari    | Rocco Granata     | Marina                                          |
| 16 januari   | Rocco Granata     | Marina                                          |
| 23 januari   | Rocco Granata     | Marina                                          |
| 30 januari   | Rocco Granata     | Marina                                          |
| 6 februari   | Rocco Granata     | Marina                                          |
| 13 februari  | Rocco Granata     | Marina                                          |
| 20 februari  | Rocco Granata     | Marina                                          |
| 27 februari  | Rocco Granata     | Marina                                          |
| 5 maart      | Jan & Kjeld       | Banjo boy                                       |
| 12 maart     | Jan & Kjeld       | Banjo boy                                       |
| 19 maart     | Jan & Kjeld       | Banjo boy                                       |
| 26 maart     | Jan & Kjeld       | Banjo boy                                       |
| 2 april      | Jan & Kjeld       | Banjo boy                                       |
| 9 april      | Jan & Kjeld       | Banjo boy                                       |
| 16 april     | Jan & Kjeld       | Banjo boy                                       |
| 23 april     | Jan & Kjeld       | Banjo boy                                       |
| 30 april     | Jan & Kjeld       | Banjo boy                                       |
| 7 mei        | Jan & Kjeld       | Banjo boy                                       |
| 14 mei       | Heidi Brühl       | Wir wollen niemals auseinandergehn              |
| 21 mei       | Heidi Brühl       | Wir wollen niemals auseinandergehn              |
| 28 mei       | Heidi Brühl       | Wir wollen niemals auseinandergehn              |
| 4 juni       | Heidi Brühl       | Wir wollen niemals auseinandergehn              |
| 11 juni      | Heidi Brühl       | Wir wollen niemals auseinandergehn              |
| 18 juni      | Heidi Brühl       | Wir wollen niemals auseinandergehn              |
| 25 juni      | Heidi Brühl       | Wir wollen niemals auseinandergehn              |
| 2 juli       | Édith Piaf        | Milord                                          |
| 9 juli       | Édith Piaf        | Milord                                          |
| 16 juli      | Édith Piaf        | Milord                                          |
| 23 juli      | Édith Piaf        | Milord                                          |
| 30 juli      | Ted Herold        | Moonlight                                       |
| 6 augustus   | Ted Herold        | Moonlight                                       |
| 13 augustus  | Ted Herold        | Moonlight                                       |
| 20 augustus  | Ted Herold        | Moonlight                                       |
| 27 augustus  | Ted Herold        | Moonlight                                       |
| 3 september  | Vico Torriani     | Kalkutta liegt am Ganges                        |
| 10 september | Vico Torriani     | Kalkutta liegt am Ganges                        |
| 17 september | Club Honolulu     | Itsy bitsy teenie weenie Honolulu-strand-bikini |
| 24 september | Club Honolulu     | Itsy bitsy teenie weenie Honolulu-strand-bikini |
| 1 oktober    | Club Honolulu     | Itsy bitsy teenie weenie Honolulu-strand-bikini |
| 8 oktober    | Connie Francis    | Die liebe ist ein seltsames spiel               |
| 15 oktober   | Connie Francis    | Die liebe ist ein seltsames spiel               |
| 22 oktober   | Lale Andersen     | Ein schiff wird kommen                          |
| 29 oktober   | Lale Andersen     | Ein schiff wird kommen                          |
| 5 november   | Lale Andersen     | Ein schiff wird kommen                          |
| 12 november  | Lale Andersen     | Ein schiff wird kommen                          |
| 19 november  | Lale Andersen     | Ein schiff wird kommen                          |
| 26 november  | Lale Andersen     | Ein schiff wird kommen                          |
| 3 december   | Lale Andersen     | Ein schiff wird kommen                          |
| 10 december  | Lale Andersen     | Ein schiff wird kommen                          |
| 17 december  | Lale Andersen     | Ein schiff wird kommen                          |
| 24 december  | Lale Andersen     | Ein schiff wird kommen                          |
| 31 december  | The Blue Diamonds | Ramona                                          |